# Пропащие ребята: Племя
«Пропащие ребята: Племя» (англ. Lost Boys: The Tribe) — комедийный фильм ужасов американского режиссёра Пи Джей Пеше, снятый в 2008 году. Сиквел популярной кинокартины «Пропащие ребята». В съёмках приняли участие актёры, сыгравшие в предыдущем фильме Сэма и братьев Фрог, а в роли главы вампиров Шейна снялся сводный брат Кифера Сазерленда Энгус.

## Сюжет
После смерти своих родителей сёрфер Крис и его сестра Николь Эмерсоны перебираются в калифорнийский городок Луна Бей к скуповатой тётушке Джиллиан. В городе ребята заводят новых знакомых: «ботаника» Ивена и чудаковатого изготовителя досок Эдгара Фрога, который так же именует себя охотником за вампирами. А вечером они встречают легендарного сёрфера Шейна Пауэрса, который приглашает Эмерсонов к себе на вечеринку.
Первоначально всё выглядит очень круто. Крис знакомится с полуголой девицей Лизой, которая тащит юношу заниматься сексуальными утехами, а Николь решает покатать на своём байке сам Шейн. Это не слишком нравится Крису, в итоге между молодыми людьми возникает конфликт. Однако во время вечеринки Шейн успел угостить девушку странным напитком, и теперь Николь чувствует странные изменения в своём организме. По мнению Эдгара Фрога, это связано с тем, что его сестра превращается в вампира. Однако Николь ещё можно спасти — для этого нужно убить главу вампиров до её первой охоты.
Но у Шейна свои планы — он вызывает девушку в убежище в заброшенной шахте. Эдгар поясняет Крису — чтобы найти сестру, тот сам должен начать становиться вампиром. Впрочем, Шейн и сам хочет заполучить обоих Эмерсонов в свою банду, которую он считает своей семьёй. В итоге Крис также причащается вампирского напитка. Затем ему предлагают выпить кровь, а после этого приглашают на вечеринку, где сообщники Шейна пьют кровь наивных девушек. Крис отказывается и даже убивает одного упыря, а остальных отпугивает Эдгар Фрог. Затем молодой человек и охотник за вампирами отправляются в убежище.
Шейн предлагает Николь сделать последний шаг — полакомиться кровь Ивена. Однако девушка этого не хочет, вдобавок Крис и Фрог убивают двух других вампиров. Шейн пытается убить юношу, однако Николь пронзает бывшего любовника мечом, а затем Крис отрезает его голову. Когда всё заканчивается, Эдгар сообщает, что пришлёт счёт за свои услуги, а Ивен просит у Николь разрешения изредка ей звонить.
В финале Эмерсоны вынуждены выслушивать нравоучения тётушки Джиллиан.
Во время титров показывается ещё одна сцена — Эдгар Фрог встречает Сэма Эмерсона (героя первого фильма), ставшего вампиром. Исход их поединка неясен.

## В ролях
- Тэд Хилдженбринк — Крис
- Энгус Сазерленд — Шейн
- Отем Ризер — Николь
- Габриель Роз — Тётя Джиллиан
- Кори Фельдман — Эдгар Фрог
- Шон Сайпос — Кайл
- Мервин Мондесер — Эрик
- Кайл Кэсси — Джон
- Монека Делэйн — Лайза
- Грейстон Холт — Ивейн
- Том Савини — Дэвид Ван Эттен
- Дэрил Шаттлворф — МакГроу
- Сара Смит — Хейден
- Пи Джей Пеше — Итальянский мотоциклист
- Александр Калверт — Гроум
- Линдсэй Максвелл — Девушка на вечеринке
- Каролина Турек — Девушка в латексе
- Илдико Ференци — Девушка в латексе
- Дженифер Ростад — Девушка топлес
- Джералд Паэтц — Шериф
- Кори Хэйм — Сэм Эмерсон
- Дмеймисон Ньюлэндер — Алан Фрог